# Хосе Рон
Хосе Рон (шп. José Ron) је мексички глумац.

## Биографија
Рођен је 8. августа 1981. у Гвадалахари, Халиску.
Глумачку каријеру започиње 2004. у теленовели Срце у пламену.
Наредне године се игра у ТВ серији Bajo el mismo techo, а следеће три улоге има у тинејџерским теленовелама Бунтовници, Código postal (Поштански број) и Muchachitas como tú (Девојчице као ти).
2008. продуценткиња Ма Пат њему и Ани Бренди Контрерас додељује прве главне улоге у теленовели Заувек заљубљени.
Током 2009. је снимао хумористичку теленовелу Los exitosos Pérez у продукцији Хосе Алберта Кастра (Тереза). За ову улогу је добио награду Најбољи млади глумац 2010. часописа TVyNovelas.
2010. игра у теленовели Сестре, поред Силвије Наваро у Хуана Солера.
2011. снима теленовелу La que no podía amar, поново са Аном Брендом Контрерас.

## Филмографија
| Година:    | Српски наслов:               | Оригинални наслов: | Улога:                               | Формат:                |
| ---------- | ---------------------------- | ------------------ | ------------------------------------ | ---------------------- |
| 2015-2016  | /                            |                    | Алехандро                            | теленовела             |
| 2014-2015  | Пепељуга                     |                    | Педро Анхелес                        | теленовела             |
| 2012.      | /                            |                    | Алесандро                            | теленовела             |
| 2010.      | Жена која није могла да воли |                    | Густаво                              | теленовела             |
| 2010.      | Сестре                       |                    | Матијас Монтерубио                   | теленовела             |
| 2009—2010. | /                            |                    | Томас Арана                          | телекомедија           |
| 2009.      | Тијемпо финал                |                    | El funeral, Мартин Аризменди                   | ТВ серија              |
| 2009.      | /                            |                    |                                      | ТВ серија              |
| 2008—2009. | Заувек заљубљени             |                    | Хосе Марија Алдама                   | теленовела             |
| 2007.      | /                            |                    | Хорхе                                | тинејџерска теленовела |
| 2006—2007. | /                            |                    | Патрисио Гонзалез де ла Вега Мендоза | тинејџерска теленовела |
| 2006.      | Бунтовници                   |                    | Ензо                                 | тинејџерска теленовела |
| 2005.      | /                            |                    | Еухенио                              | ТВ серија              |
| 2004.      | Срце у пламену               |                    |                                      | теленовела             |